# Asediul Danzigului (1807)

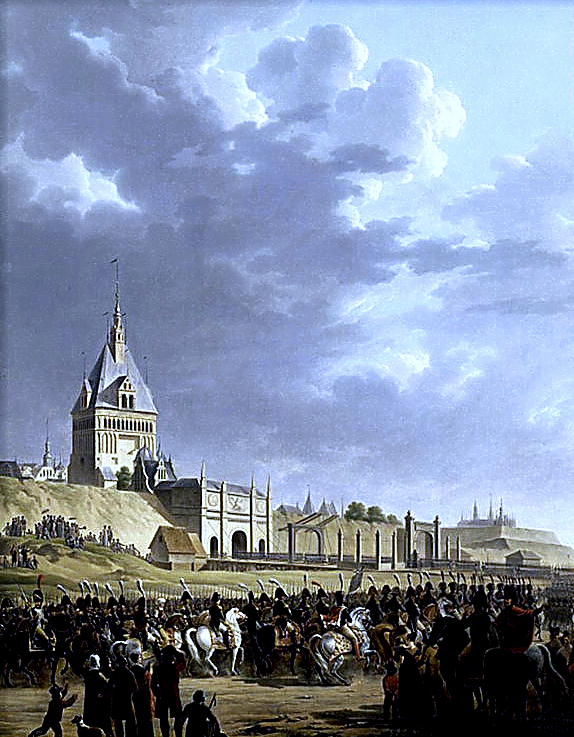
Intrarea lui Napoleon şi armata franceză în Gdańsk 1807.

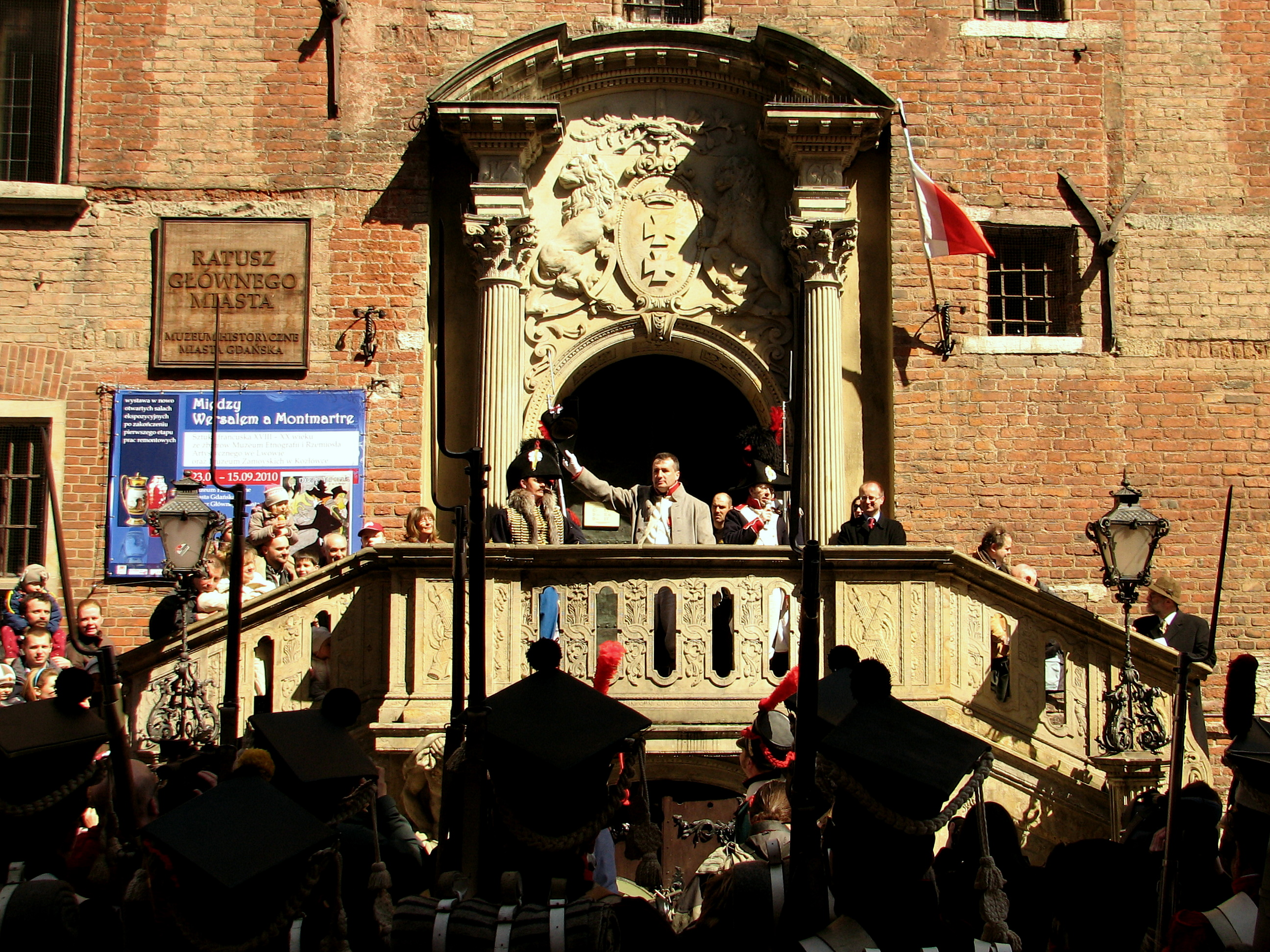
Reconstituirea de intrarea lui Napoleon la Gdańsk după asediu.

Asediul Danzigului desemnează operațiunile franceze de încercuire și asediere a orașului Danzig, apărat de o garnizoană ruso-prusacă inferioară numeric. Operațiunile au demarat atunci când Napoleon I a creat Corpul X și l-a încredințat mareșalului Lefebvre, cu misiunea de a încercui orașul și de a-l captura, pentru a elimina acest punct de rezistență prusacă, în timp ce Napoleon se putea ocupa de grosul armatei ruse. Cu toate că trupele ruso-prusace au făcut numeroase tentative de a sparge încercuirea, toate acestea au eșuat cu pierderi grele. În plus, francezii au reușit treptat să ocupe poziții din ce în ce mai favorabile, inclusiv insula Holm (ocupată în noaptea dintre 6 și 7 mai), fapt ce l-a forțat pe comandantul prusac să se predea după circa două luni și jumătate de rezistență..